# عبد الله بن ذكوان
أبو عبد الرحمٰن عبد الله بن ذَكْوَان المدني، المعروف بـ أبي الزناد، (65 هـ - 685م / 17 رمضان 130 هـ - 748م) تابعي وفقيه المدينة، وأحد رواة الحديث النبوي الثقات، روى له الجماعة.

## نسبه
هو عبد الله بن ذكوان، وكنيته أبو عبد الرحمن القرشي المدني، ويلقب بأبي الزناد، وأبوه مولى رملة بنت شيبة زوجة الخليفة عثمان، وقيل: مولى عائشة بنت عثمان بن عفان، وقيل : مولى آل عثمان، وقيل : إن أباه ذكوان كان أخا أبي لؤلؤة قاتل عمر. نُقِل عن عبد الله بن ذكوان أنه قال: «أصلنا من همدان»، وتذكُر كُتُب التاريخ والتراجم أن أباه ذكوان كان أخا أبي لؤلؤة المجوسي، قاتل عمر بن الخطاب .
كان يُكنى بأبي عبد الرحمن، أما أبو الزناد فهو لقب غلب عليه حتى عُرِف واشتُِهر به، وكان يغضب منه.

## مولده وسيرته
ولد سنة خمس وستين في حياة ابن عباس، ورأى أنس بن مالك وعبد الله بن عمر بن الخطاب، تتلمذ على أيدي كبار التابعين، وأصبح ابن ذكوان من أبرز وأشهر علماء عصره، وكان أكثرهم دراية بعلم الحديث، وله حلقة علمية في المسجد النبوي، كان سفيان الثوري يسمي أبا الزناد أمير المؤمنين في الحديث. وكان من شيوخه الفقهاء السبعة، فكان يقول حدثني السبعة ويقصد بهم سعيد بن المسيّب، وعُروة بن الزبير، وأبو بكر بن عبد الرحمن بن الحارث بن هِشام، والقاسم بن محمد، وعبيد الله بن عبد الله بن عتبة بن مسعود، وخارجة بن زيد بن ثابت، وسليمان بن يسار.
ولّى أبا الزِّناد خَراج العراق في زمن عمر بن عبد العزيز مع عبد الحميد بن عبد الرحمن بن زيد بن الخطّاب، فقدم الكوفة، وكان حمّاد بن أبي سليمان صديقًا لأبي الزِّناد وكان يأتيه ويحادثه، وقال محمد بن سعد البغدادي: «كان ثقة كثير الحديث، فصيحًا بصيرَا بالعربية عالمًا عاقلًا وقد ولي خراج المدينة».
قال عنه علي بن المديني: «لم يكن بالمدينة بعد كبار التابعين أعلم من ابن شهاب، ويحيى بن سعيد الأنصاري، وابن ذكوان»، وقال عبد ربه بن سعيد الأنصاري: «رأيت ابن ذكوان دخل مسجد النبي ﷺ، ومعه من الأتباع مثل ما مع السلطان، فمن سائل عن فريضة ومن سائل عن الحساب، ومن سائل عن الشعر، ومن سائل عن الحديث، ومن سائل عن معضلة.».

## فقهه
كان فقيه المدينة، وكان له مجلس يفتي ويُحدًّث فيه، وكان أبو يوسف تلميذ أبي حنيفة يراه أفقه من ربيعة الرأي، وكان أبو الزناد يحضر كثيرًا عند عمر بن عبد العزيز، وكان يقول: «كَانَ الْفُقَهَاء بالمدينة يأتون عُمَر بْن عَبْد الْعَزِيز، خلا سَعِيد بْن المُسَيَّب، فَإِن عُمَر كَانَ يرضى أَن يَكُون بينهما رَسُول، وأنا كنت الرسول بينهما».

وقال مصعب بن عبد الله الزبيري: 
| عبد الله بن ذكوان | كان ابن ذكوان فقيه أهل المدينة، وكان صاحب كتاب وحساب، وكان كاتباً لخالد بن عبدالملك بن الحارث بن الحكم بالمدينة، وقدم على هشام بن عبد الملك بحساب ديوان المدينة، فجالس هشاماً مع ابن شهاب، فسأل هشام ابن شهاب: في أي شهر كان يخرج عثمان العطاء لأهل المدينة؟، قال: لا أدري، قال ابن ذكوان: فسألني هشام، فقلت: المحرم، قال هشام لابن شهاب: يا أبا بكر، هذا علم أفدته اليوم، قال ابن شهاب: مجلس أمير المؤمنين أهل أن يفاد فيه العلم. | عبد الله بن ذكوان |

## روايته للحديث النبوي
- روى عن: أبان بْن عثمان بْن عَفَّان، وأَبِي أُمَامَة أَسْعَد بْن سهل بْن حنيف، وأنس بْن مَالِك، وخارجة بْن زَيْد بْن ثابت، وسَعِيد بْن المُسَيَّب، وسُلَيْمان بن يسار، طلحة بْن عَبد اللَّهِ بْن عوف، وعامر الشَّعْبِي، وعبد اللَّه بْن جَعْفَر ويقال مرسل، وعبد اللَّه بْن نيار بْن مكرم، وعَبْد الرَّحْمَنِ بْن جرهد، وعَبْد الرحمن بْن هرمز الأعرج، وعُبَيد الله بْن عَبد الله بْن عتبة، وعُبَيد بْن حنين، وعروة بْن الزُّبَيْر، وعلي بْن الْحُسَيْن بْن علي بْن أَبي طالب، وعُمَر بْن أَبي سلمة ويقال مرسل، وعَمْرو بْن عَامِر الأَنْصارِيّ، وعَمْرو بْن عُثْمَان بْن عَفَّان، والقاسم بْن مُحَمَّد بْن أبي بكر الصديق، ومجالد بْن عوف، ومحمد بْن حمزة بْن عَمْرو الأَسلمي، والمرقع بْن صيفي، ونبيه بْن وهب، وأبي بكر بْن عَبْد الرحمن بْن الْحَارِث بْن هِشَام، وأبي سلمة بْن عَبْد الرحمن بْن عوف، وعائشة بنت سعد بْن أَبي وقاص.
- روى عنه: إِبْرَاهِيم بْن عقبة المدني، وإسحاق بن عَبد اللَّهِ بن أَبي فروة، وثور بْن يَزِيد الديلمي، وحفص بْن عُمَر بْن أَبي العطاف، وزائدة بْن قدامة، وزِيَاد بْن سَعْد، وسَعِيد بْن أَبي هلال، وسُفْيَان الثَّوْرِي، وسفيان بْن عُيَيْنَة، وسُلَيْمان الأَعْمَش، وسُلَيْمان الشيباني، وشعيب بْن أَبي حمزة، وصالح بْن كيسان، وعبد الله بْن أَبي بكر بْن مُحَمَّد بْن عَمْرو بْن حزم، وعبد اللَّه بْن جَعْفَر المديني، وأَبُو أويس عَبد الله بْن عَبد اللَّهِ الأصبحي، وعبد اللَّه بْن أَبي مليكة، وعبد الرحمن بْن إسحاق المدني، وابنه عَبْد الرحمن بْن أَبي الزناد، وعبد الْوَهَّاب بْن بخت، وعُبَيد اللَّه بْن عُمَر العُمَري، وعيسى بن أَبي عيسى الحناط، والليث بْن سَعْد، ومالك بن أنس، ومُحَمَّد بْن إِسْحَاق، ومحمد بْن عَبد اللَّهِ بْن حسن بْن حسن، ومحمد بْن عجلان، والمغيرة بْن عَبْد الرحمن الحزامي، وموسى بْن أَبي عُثْمَان، وموسى بن عقبة، وموسى بْن عُمَير الْقُرَشِي، وأَبُو المقدام هِشَام بْن زِيَاد، وهِشَام بْن عروة، وورقاء بْن عُمَر اليشكري، ويونس بْن يَزِيد الأيلي، وابنه أَبُو الْقَاسِمِ بْن أَبي الزناد.[7]
- الجرح والتعديل: قال أبو حاتم الرازي: «ثقة فقيه صالح الحديث، صاحب سنة، وهو ممن تقوم به الحجة إذا روى عنه الثقات»، وقال العجلي: «تابعي ثقة، سمع من أنس»، قال أحمد بن حنبل: «هُوَ فَوْقَ العلاء بْن عَبْد الرحمن، وفَوْقَ سهيل بْن أَبي صَالِح، وفَوْقَ مُحَمَّد بن عَمْرو»، وقال يحيى بن معين: «ثقة حجة»، ووثقه محمد بن سعد البغدادي، وَقَال البزار: «ثقة حجة»، وَقَال ابن عدي: «أحاديثه مستقيمة كلها»، وذكره ابنُ حِبَّان في كتاب الثقات وَقَال: «كان فقيها صاحب كتاب». وَقَال ابن حجر: «قال النَّسَائي والعجلي، والساجي، وأبو جعفر الطبري: كان ثقة،» قال الذهبي في ميزان الاعتدال: «لا يسمع قول ربيعة فيه، فإنه كان بينهما عداوة ظاهرة. وقد أكثر عنه مالك وقيل: كان لا يرضاه، ولم يصح ذا» وقال علي بن المديني: «لم يكن بالمدينة بعد كبار التابعين أعلم من ابن شهاب، ويحيى بن سعيد الأنصاري، وأبي الزناد، وبكير بن الأشج»، وقال البخاري:[7] | عبد الله بن ذكوان | أصح الأسانيد كلها: مالك، عن نافع، عن ابن عمر. وأصح أسانيد أبي هريرة: أبو الزناد، عن الأعرج، عن أبي هريرة. | عبد الله بن ذكوان |

## شيوخه
من أبرز شيوخ أبي عبد الرحمن الذين أخذ عنهم الفقه، سبعة من فقهاء المدينة، وهم:
خارجة بن زيد، وسعيد بن المسيب، وسليمان بن يسار، وعبيد الله بن عبد الله بن عتبة، وعروة بن الزبير، والقاسم بن محمد بن أبي بكر الصديق، وأبي بكر بن عبد الرحمن بن الحارث ابن هشام.
أما أنس بن مالك  فقد اختلف أصحاب التراجم في سماع أبي الزناد من أنس.
ومن التابعين:
أبان بن عثمان بن عفان، وأبو أمامة أسعد بن سهل بن حنيف، وطلحة بن عبد الله بن عوف، وعامر الشعبي، وعبد اللَّه بن جعفر –شهد معهُ جنازة، يُقال مرسل–، وعبد الله بن نيار ابن مكرم، وعبد الرحمن بن جرهد، وعبد الرحمن بن هرمز الأعرج –وهو مكثر عنه- وعبيد بن حنين، وعلي بن الحسين بن علي بن أبي طالب، وعمر بن أبي سلمة –يقال مرسل-، وعمرو بن عامر الأنصاري، وعمرو بن عثمان بن عفان، ومجالد بن عوف، ومحمد بن حمزة بن عمرو الأسلمي، والمرقع بن صيفي، ونبيه بن وهب، وأبي سلمة بن عبد الرحمن بن عوف، وعائشة بنت سعد بن أبي وقاص.

## وفاته
توفي ابن ذكوان في ليلة الجمعة 17 رمضان 130 هـ وهو ابن ست وستين سنة، ودفن بالمدينة المنورة. وقيل إن وفاته كانت سنة 131 هـ، وقيل سنة 132 هـ.